# Razac-de-Saussignac
Razac-de-Saussignac – miejscowość i gmina we Francji, w regionie Nowa Akwitania, w departamencie Dordogne.
Według danych na rok 1990 gminę zamieszkiwało 308 osób, a gęstość zaludnienia wynosiła 27 osób/km² (wśród 2290 gmin Akwitanii Razac-de-Saussignac plasuje się na 872. miejscu pod względem liczby ludności, natomiast pod względem powierzchni na miejscu 975.).